# Aleksy Nowakowicz
Aleksy Nowakowicz, Nowakowic (ur. w 1600 w Łańsku, zm. 16 marca 1647 w Bolesławcu) – polski malarz, paulin. 
Młodość spędził w Krakowie, gdzie uczył się malarstwa w miejscowym cechu. Czeladnikiem został tam w roku 1623, w 1627 został bratem zakonu paulińskiego, składając śluby w klasztorze jasnogórskim i przybierając imię zakonne Tyburcy. Na Jasnej Górze pracował jako malarz obrazów religijnych, do czasów współczesnych przetrwało tam kilkanaście płócien jego autorstwa, w tym dwa sygnowane z 1627: św. Augustyn i św. Izydor Oracz wraz z czterema innymi świętymi. Przed 1645, jako jeden z czołowych malarzy jasnogórskich, został delegowany przez klasztor do pomocy w wystroju innych klasztorów paulińskich, w Konopnicy, Wieruszowie oraz w Wielgomłynach. Zmarł podczas pobytu w zamku w Bolesławcu. Jego ciało przewieziono do Wieruszowa, gdzie został pochowany. 